# Omul care tunde iarba
Omul care tunde iarba (1992, denumire originală The Lawnmower Man)  este un film de groază științifico-fantastic regizat de Brett Leonard după un scenariu de Brett Leonard și Gimel Everett bazat pe o povestire omonimă de Stephen King din mai 1975, dar, în afară de o singură scenă, poveștile nu sunt legate. În film interpretează Jeff Fahey ca Jobe Smith, un simplu grădinar și Pierce Brosnan ca Dr. Lawrence Angelo, un om de știință care decide să experimenteze asupra minții grădinarului. A fost denumit inițial Stephen King's The Lawnmower Man, dar King a insistat cu succes (a dat în judecată producătorii) ca să-i fie scos numele din titlu. El a câștigat și alte daune atunci când numele său a fost inclus în titlul lansării pe casete video.
A avut o continuare, filmul Lawnmower Man 2: Beyond Cyberspace, care a fost lansat în 1996, cu Austin O'Brien ca singurul actor care a revenit din filmul original.

## Prezentare
Dr. Lawrence Angelo lucrează pentru Virtual Space Industries și face experimente folosind droguri psiho-active și realitatea virtuală pentru a îmbunătăți performanța cognitivă, folosind cimpanzeii ca subiecți de testare, într-un experiment etichetat „Proiectul 5”. Angelo are scopuri binevoitoare, dar VSI este finanțat de „The Shop”, un grup clandestin care speră să găsească aplicații militare pentru cercetarea lui Angelo. Unul dintre cimpanzei, care dezvoltă o inteligență superioară, antrenament de război și agresivitate sporită, scapă. Prin urmare, Angelo decide să-l recruteze pe grădinarul cu dizabilități intelectuale Jobe Smith ca subiect de testare, spunându-i bărbatului că va deveni mai inteligent. Angelo reproiectează tratamentul de stimulare a inteligenței pentru a elimina „factorii de agresiune” folosiți în experimentele cu cimpanzei. Inteligența lui Jobe este îmbunătățită și începe să aibă puteri de psihochinezie și telepatie. El continuă să se antreneze la laborator până când un accident îl obligă pe Angelo să oprească experimentul.
Directorul proiectului, Sebastian Timms, urmărește progresul experimentului și schimbă în secret noile medicamente ale lui Angelo cu ce se folosea anterior pentru Proiectul 5. Când Jobe o invită pe noua sa iubită, Marnie, în laborator pentru a face cybersex, el îi distruge accidental mintea. Jobe continuă tratamentele pe cont propriu și începe să ucidă oamenii care l-au maltratat în trecut, dar și pe tatăl abuziv al prietenului său adolescent Peter. Angelo își dă seama că medicamentele au fost schimbate și se confruntă cu Jobe, care îl prinde și își expune planul de a ajunge la o etapă ultimă de evoluție devenind o ființă de „energie pură” existentă în mainframe-ul computerului VSI, conectându-se ulterior la toate sistemele informatice ale lumii. El promite că „nașterea” lui va fi semnalată de fiecare telefon de pe planetă care vor suna simultan.
The Shop trimite o echipă să-l prindă pe Jobe, dar cu noile sale abilități îi împrăștie pe toți. Jobe folosește echipamentul de laborator pentru a intra în mainframe-ul VSI și a deveni o ființă digitală, abandonându-și corpul fizic. Angelo accesează de la distanță computerul VSI, criptând conexiunile cu lumea exterioară și prinzându-l pe Jobe în mainframe. În timp ce Jobe caută o conexiune de rețea necriptată, Angelo pune bombe pentru a distruge clădirea. Simțindu-se responsabil pentru ceea ce i s-a întâmplat lui Jobe, Angelo intră în realitatea virtuală pentru a încerca să discute rațional cu el pentru ultima dată sau să moară cu el. Jobe îl învinge pe Angelo și îș'i răstignește corpul digital. Peter fuge în clădire și Jobe își dă seama că este în pericol din cauza bombelor. Încă având grijă de băiat, îi permite lui Angelo să părăsească sistemul principal pentru a-l salva pe Peter. Jobe scapă printr-o linie de întreținere chiar înainte de distrugerea clădirii.
Mai târziu, Angelo este acasă cu Peter și mama băiatului. Telefonul sună, urmat de zgomotul unui al doilea telefon care sună în altă parte, urmat de sute de telefoane care sună pe tot globul.

## Distribuție
- Jeff Fahey - Jobe Smith
- Pierce Brosnan - Dr. Lawrence Angelo
- Jenny Wright - Marnie Burke
- Mark Bringelson - Sebastian Timms
- Geoffrey Lewis - Terry McKeen
- Jeremy Slate - Father Francis McKeen
- Dean Norris - The Director
- Colleen Coffey - Caroline Angelo
- Jim Landis - Ed Walts
- Troy Evans - Lieutenant Goodwin
- Rosalee Mayeux - Carla Parkette
- Austin O'Brien - Peter Parkette
- Michael Gregory - Security Chief
- Joe Hart - Patrolman Cooley
- John Laughlin - Jake Simpson

## Vezi și
- Realitatea simulată în ficțiune